# Paradise State of Mind
Paradise State of Mind é o quarto álbum de estúdio da banda americana de indie pop Foster the People, lançado em 16 de agosto de 2024 pela Atlantic Records, sendo o primeiro sob este selo. É o primeiro álbum de estúdio da banda em mais de sete anos, desde o lançamento de Sacred Hearts Club em 2017, embora entre 2018 e 2021 eles tenham lançado um EP e uma série de singles que não fazem parte do álbum.
O álbum é fortemente influenciado pelo cenário musical do final dos anos 1970, incorporando elementos de disco, funk, gospel e jazz. A composição foi inspirada por eventos culturais como a pandemia de COVID-19 e conflitos globais, como a invasão da Ucrânia pela Rússia. Alguns dos temas explorados nas letras incluem tecnologia, mortalidade, tempo, autorreflexão e otimismo. Foster expressou sua fascinação pela música dos anos 1970, contrastada com as mudanças políticas, sociais e culturais daquela época, traçando um paralelo entre os anos 1970 e os anos 2020. Este álbum também tem uma abordagem mais analógica, com menos uso de sons e instrumentos digitais em comparação com seus álbuns anteriores.
O primeiro single, "Lost in Space", foi lançado em 31 de maio de 2024. O segundo single, "Take Me Back", foi lançado em 28 de junho de 2024. O terceiro single, "Chasing Low Vibrations", foi lançado em 26 de julho de 2024. Este é o primeiro álbum da banda sem o baterista Mark Pontius, após sua saída em outubro de 2021. Também é o último álbum da banda com o guitarrista Sean Cimino, que deixou a banda três meses antes do lançamento do álbum.
O álbum recebeu, em sua maioria, críticas positivas, com uma pontuação de 75 no Metacritic. Críticos e fãs elogiaram a experimentação com gêneros populares do passado e a qualidade da produção. Ele estreou em 8º lugar nas vendas de álbuns da Billboard, vendendo 7.000 cópias na primeira semana, mas teve um desempenho comercial abaixo do esperado, não conseguindo posições altas nas paradas de outros países.

## Lista de faixas
| N.º            | Título                     | Producer(s)              | Duração |  |
| 1.             | "See You in the Afterlife" | Foster                   | 03:09   |  |
| 2.             | "Lost in Space"            | Foster Innis             | 4:19    |  |
| 3.             | "Take Me Back"             | Foster Innis             | 2:32    |  |
| 4.             | "Let Go"                   | Foster                   | 4:34    |  |
| 5.             | "Feed Me"                  | Foster Innis Sean Cimino | 3:40    |  |
| 6.             | "Paradise State of Mind"   | Epworth Foster           | 4:48    |  |
| 7.             | "Glitchzig"                | Foster                   | 5:28    |  |
| 8.             | "The Holy Shangri-La"      | Epworth Foster           | 3:03    |  |
| 9.             | "Sometimes I Wanna Be Bad" | Foster                   | 3:24    |  |
| 10.            | "Chasing Low Vibrations"   | Foster Chrome Sparks     | 4:25    |  |
| 11.            | "A Diamond to Be Born"     | Innis Foster             |         |  |
| Duração total: | Duração total:             | Duração total:           | 43:37   |  |